# Chlaenius floridanus
Chlaenius floridanus är en skalbaggsart som beskrevs av Horn. Chlaenius floridanus ingår i släktet Chlaenius och familjen jordlöpare. Inga underarter finns listade i Catalogue of Life.